# Varanus kordensis
Varanus kordensis este o specie de reptile din genul Varanus, familia Varanidae, descrisă de Meyer 1874. Conform Catalogue of Life specia Varanus kordensis nu are subspecii cunoscute.